# Llista de topònims de Santa Maria d'Oló
Llista de topònims (noms propis de lloc) del municipi de Santa Maria d'Oló, al Moianès
Informació actualitzada per un bot. Els canvis manuals es perdran quan s'actualitzi!

## aqüeducte
| imatge | Nom                                | Ubicat a          | instància de   | Detalls                       | coordenades | Protecció | Commons (més fotos) | Dades a WD                    |
| ------ | ---------------------------------- | ----------------- | -------------- | ----------------------------- | --- | --------- | ------------------- | ----------------------------- |
|        | Aqüeducte del Molí Xic de Rocafort | Santa Maria d'Oló | aqüeducte pont | 20th century Estat: bon estat | 41° 53′ 56″ N, 2° 06′ 33″ E / 41.89877°N,2.10915°E ca:Sector nord-est del terme municipal 673 msnm                           |           |                     | Modifica les dades a Wikidata |
|        | Aqüeducte i rec del Molí del Coix  | Santa Maria d'Oló | aqüeducte pont | 18th century Estat: malmès    | 41° 52′ 07″ N, 2° 01′ 59″ E / 41.86862°N,2.03295°E ca:Prop del Molí del Coix, al sector central del terme municipal 465 msnm |           |                     | Modifica les dades a Wikidata |

## casa
| imatge | Nom          | Ubicat a          | instància de | Detalls                     | coordenades                                                                                               | Protecció                                  | Commons (més fotos) | Dades a WD                    |
| ------ | ------------ | ----------------- | ------------ | --------------------------- | --- | ------------------------------------------ | ------------------- | ----------------------------- |
|        | Cal Manant   | Santa Maria d'Oló | casa         | Estil: noucentisme 1917     | 41° 52′ 18″ N, 2° 02′ 07″ E / 41.871799°N,2.035222°E ca:Carrer de Sant Antoni, 17                         | bé integrant del patrimoni cultural català |                     | Modifica les dades a Wikidata |
|        | Cal Mas      | Santa Maria d'Oló | casa         | Estil: arquitectura popular | 41° 52′ 13″ N, 2° 02′ 03″ E / 41.870345°N,2.034163°E ca:Carrer de França, 4                               | bé integrant del patrimoni cultural català |                     | Modifica les dades a Wikidata |
|        | Cal Ton Soca | Santa Maria d'Oló | casa         | Estil: arquitectura popular | 41° 52′ 15″ N, 2° 02′ 04″ E / 41.87085°N,2.034524°E ca:Plaça Major, 4. Nucli antic d'Oló (Dalt del Poble) | bé integrant del patrimoni cultural català |                     | Modifica les dades a Wikidata |

## castell
| imatge | Nom              | Ubicat a          | instància de | Detalls | coordenades                                                                         | Protecció                                            | Commons (més fotos)                  | Dades a WD                    |
| ------ | ---------------- | ----------------- | ------------ | ------- | ----------------------------------------------------------------------------------- | ---------------------------------------------------- | ------------------------------------ | ----------------------------- |
|        | Castell d'Aguiló | Santa Maria d'Oló | castell      |         | 41° 53′ 34″ N, 2° 01′ 40″ E / 41.892766°N,2.027886°E                                | bé d'interès cultural bé cultural d'interès nacional | Castell d'Aguiló (Santa Maria d'Oló) | Modifica les dades a Wikidata |
|        | castell d'Oló    | Santa Maria d'Oló | castell      |         | 41° 52′ 13″ N, 2° 02′ 03″ E / 41.87027778°N,2.03416667°E ca:Dalt del Poble 538 msnm | bé d'interès cultural bé cultural d'interès nacional | Castell d'Oló                        | Modifica les dades a Wikidata |

## creu de terme
| imatge | Nom                                            | Ubicat a          | instància de  | Detalls                            | coordenades                                                                                   | Protecció                                  | Commons (més fotos)             | Dades a WD                    |
| ------ | ---------------------------------------------- | ----------------- | ------------- | ---------------------------------- | --------------------------------------------------------------------------------------------- | ------------------------------------------ | ------------------------------- | ----------------------------- |
|        | creu de terme del Cementiri de Sant Joan d'Oló | Santa Maria d'Oló | creu de terme | Estil: gòtic flamíger 15th century | 41° 50′ 51″ N, 2° 00′ 17″ E / 41.847383°N,2.004731°E ca:Cementiri de Sant Joan d'Oló 535 msnm | bé integrant del patrimoni cultural català | Creu de terme (Sant Joan d'Oló) | Modifica les dades a Wikidata |
|        | creu de terme del Mas Rodoreda                 | Santa Maria d'Oló | creu de terme |                                    | 41° 52′ 01″ N, 2° 03′ 30″ E / 41.866891007347675°N,2.0584508038886464°E                       |                                            |                                 | Modifica les dades a Wikidata |

## curs d'aigua
| imatge | Nom                           | Ubicat a                              | instància de | Detalls                                  | coordenades                                                                                               | Protecció | Commons (més fotos) | Dades a WD                    |
| ------ | ----------------------------- | ------------------------------------- | ------------ | ---------------------------------------- | --- | --------- | ------------------- | ----------------------------- |
|        | Riera Gavarresa               | Osona Bages                           | curs d'aigua | Desemboca: Llobregat                     | 42° 07′ 18″ N, 2° 05′ 42″ E / 42.121789°N,2.094932°E 41° 46′ 57″ N, 1° 54′ 32″ E / 41.782522°N,1.90877°E  |           | Riera Gavarresa     | Modifica les dades a Wikidata |
|        | canal de la Vila              | Santa Maria d'Oló                     | curs d'aigua | Desemboca: riera d'Oló                   | 41° 53′ 55″ N, 2° 06′ 36″ E / 41.89859570610968°N,2.10988998413086°E                                      |           |                     | Modifica les dades a Wikidata |
|        | riera d'Oló                   | Santa Maria d'Oló Avinyó              | curs d'aigua | Desemboca: Riera Gavarresa               | 41° 54′ 39″ N, 2° 08′ 07″ E / 41.910705°N,2.135354°E 41° 50′ 07″ N, 1° 57′ 58″ E / 41.835315°N,1.966014°E |           |                     | Modifica les dades a Wikidata |
|        | riera de Malrubí              | Moià Santa Maria d'Oló Avinyó Artés   | curs d'aigua | Desemboca: Riera Gavarresa Llarg: 21.5km | 41° 48′ 31″ N, 1° 56′ 25″ E / 41.8085°N,1.94025°E                                                         |           |                     | Modifica les dades a Wikidata |
|        | riera de Postius              | l'Estany Muntanyola Santa Maria d'Oló | curs d'aigua | Desemboca: canal de la Vila Llarg: 6km   | 41° 53′ 34″ N, 2° 07′ 35″ E / 41.8928°N,2.12642°E                                                         |           |                     | Modifica les dades a Wikidata |
|        | riera del Molí                | Santa Maria d'Oló                     | curs d'aigua | Desemboca: riera d'Oló                   | 41° 53′ 44″ N, 2° 05′ 57″ E / 41.89567284661091°N,2.0992898941040044°E                                    |           |                     | Modifica les dades a Wikidata |
|        | riu Sec                       | l'Estany Moià Santa Maria d'Oló       | curs d'aigua | Desemboca: riera de Malrubí Llarg: 10km  | 41° 51′ 36″ N, 2° 06′ 30″ E / 41.859987°N,2.108411°E 41° 50′ 35″ N, 2° 03′ 29″ E / 41.84294°N,2.058077°E  |           | Riu Sec (l'Estany)  | Modifica les dades a Wikidata |
|        | torrent de la Teuleria de Sau | Santa Maria d'Oló                     | curs d'aigua | Desemboca: riera de Malrubí Llarg: 1.5km | 41° 49′ 50″ N, 2° 03′ 02″ E / 41.830604°N,2.050653°E                                                      |           |                     | Modifica les dades a Wikidata |
|        | torrent del Gomis             | l'Estany Santa Maria d'Oló            | curs d'aigua | Desemboca: riu Sec Llarg: 5km            | 41° 52′ 18″ N, 2° 06′ 24″ E / 41.871656°N,2.106788°E 41° 51′ 52″ N, 2° 04′ 55″ E / 41.864443°N,2.081875°E |           | Torrent del Gomis   | Modifica les dades a Wikidata |

## edifici
| imatge | Nom                   | Ubicat a          | instància de | Detalls                                                             | coordenades                                                                       | Protecció                                  | Commons (més fotos)                       | Dades a WD                    |
| ------ | --------------------- | ----------------- | ------------ | ------------------------------------------------------------------- | --------------------------------------------------------------------------------- | ------------------------------------------ | ----------------------------------------- | ----------------------------- |
|        | Centre Recreatiu      | Santa Maria d'Oló | edifici      | Estil: noucentisme 1931                                             | 41° 52′ 27″ N, 2° 02′ 07″ E / 41.874078°N,2.035214°E ca:Av. Manuel López, 2       | bé integrant del patrimoni cultural català |                                           | Modifica les dades a Wikidata |
|        | Fàbrica de la Sauleda | Santa Maria d'Oló | edifici      | Arquitecte: Ignasi Mas i Morell Estil: arquitectura modernista 1896 | 41° 52′ 21″ N, 2° 02′ 13″ E / 41.8725°N,2.0369444444444°E ca:Carrer Josep Sauleda | bé integrant del patrimoni cultural català | Fàbrica de la Sauleda (Santa Maria d'Oló) | Modifica les dades a Wikidata |
|        | Teléfonos             | Santa Maria d'Oló | edifici      | Estil: noucentisme                                                  | 41° 52′ 27″ N, 2° 02′ 06″ E / 41.874109°N,2.035123°E                              | bé integrant del patrimoni cultural català |                                           | Modifica les dades a Wikidata |

## entitat singular de població
| imatge | Nom                        | Ubicat a          | instància de                                   | Detalls                             | coordenades                                                                                        | Protecció | Commons (més fotos)        | Dades a WD                    |
| ------ | -------------------------- | ----------------- | ---------------------------------------------- | ----------------------------------- | -------------------------------------------------------------------------------------------------- | --------- | -------------------------- | ----------------------------- |
|        | Raval de Santa Eulàlia     | Santa Maria d'Oló | entitat singular de població                   | 107 hab                             | 41° 52′ 42″ N, 2° 01′ 55″ E / 41.87846944°N,2.03204444°E ca:Rodalies del nucli urbà d'Oló 553 msnm |           |                            | Modifica les dades a Wikidata |
|        | Raval de la Rovirola       | Santa Maria d'Oló | entitat singular de població                   | 66 hab                              | 41° 52′ 39″ N, 2° 01′ 34″ E / 41.87760556°N,2.02621111°E 543 msnm                                  |           |                            | Modifica les dades a Wikidata |
|        | Sant Feliuet de Terrassola | Santa Maria d'Oló | entitat singular de població                   | Estil: arquitectura romànica 17 hab | 41° 53′ 40″ N, 2° 06′ 08″ E / 41.89455833°N,2.10222222°E 744.7 msnm                                |           | Sant Feliuet de Terrassola | Modifica les dades a Wikidata |
|        | Sant Joan d'Oló            | Santa Maria d'Oló | entitat singular de població                   | 48 hab                              | 41° 50′ 51″ N, 2° 00′ 18″ E / 41.8474°N,2.00498°E 534.3 msnm                                       |           | Sant Joan d'Oló            | Modifica les dades a Wikidata |
|        | Sant Vicenç de Vilarassau  | Santa Maria d'Oló | entitat singular de població                   | 30 hab                              | 41° 50′ 44″ N, 2° 02′ 30″ E / 41.84545278°N,2.04156389°E 618 msnm                                  |           |                            | Modifica les dades a Wikidata |
|        | Santa Maria d'Oló          | Santa Maria d'Oló | entitat singular de població capital municipal | 761 hab                             | 41° 52′ 00″ N, 2° 02′ 00″ E / 41.86667°N,2.03333°E 516 msnm                                        |           |                            | Modifica les dades a Wikidata |
|        | el Pla de Grassetes        | Santa Maria d'Oló | entitat singular de població                   | 22 hab                              | 41° 53′ 09″ N, 2° 03′ 46″ E / 41.88582722°N,2.06281944°E 622 msnm                                  |           |                            | Modifica les dades a Wikidata |
|        | la Frau                    | Santa Maria d'Oló | entitat singular de població                   | 27 hab                              | 41° 53′ 48″ N, 2° 01′ 48″ E / 41.89665°N,2.02999444°E 483.542 msnm                                 |           |                            | Modifica les dades a Wikidata |

## església
| imatge | Nom                                                | Ubicat a          | instància de     | Detalls                                                              | coordenades | Protecció                                  | Commons (més fotos)                    | Dades a WD                    |
| ------ | -------------------------------------------------- | ----------------- | ---------------- | -------------------------------------------------------------------- | --- | ------------------------------------------ | -------------------------------------- | ----------------------------- |
|        | Sant Agustí de la Riera                            | Santa Maria d'Oló | església         |                                                                      | 41° 50′ 34″ N, 1° 59′ 13″ E / 41.8427°N,1.98688°E 352.7 msnm                                                                                    |                                            |                                        | Modifica les dades a Wikidata |
|        | Sant Esteve del Solà                               | Santa Maria d'Oló | església         | 17th century                                                         | 41° 48′ 55″ N, 2° 02′ 09″ E / 41.81534167°N,2.03571333°E 472 msnm                                                                               |                                            |                                        | Modifica les dades a Wikidata |
|        | Sant Feliu de Terrassola                           | Santa Maria d'Oló | església         | Estil: arquitectura romànica                                         | 41° 53′ 40″ N, 2° 06′ 08″ E / 41.89453889°N,2.10219944°E ca:Ctra. Oló - L'Estany, km 50,5 camí a mà dreta, a 0,5 km 744.7 msnm                  | bé integrant del patrimoni cultural català | Sant Feliu de Terrassola               | Modifica les dades a Wikidata |
|        | Sant Francesc d'Assís de Torroella                 | Santa Maria d'Oló | església         |                                                                      | 41° 54′ 37″ N, 2° 01′ 15″ E / 41.9104°N,2.02072°E 514.9 msnm                                                                                    |                                            |                                        | Modifica les dades a Wikidata |
|        | Sant Jaume de Vilanova                             | Santa Maria d'Oló | església         | Estil: arquitectura romànica                                         | 41° 53′ 29″ N, 2° 04′ 56″ E / 41.8914°N,2.08211°E ca:Ctra. BP-4313, km 16,5, al costat del mas 673.8 msnm                                       | bé integrant del patrimoni cultural català | Sant Jaume de Vilanova                 | Modifica les dades a Wikidata |
|        | Sant Joan Vell                                     | Santa Maria d'Oló | església         | Estil: arquitectura romànica                                         | 41° 51′ 05″ N, 1° 59′ 49″ E / 41.85142111°N,1.99704722°E 411.3 msnm                                                                             | bé integrant del patrimoni cultural català |                                        | Modifica les dades a Wikidata |
|        | Sant Joan d'Oló                                    | Santa Maria d'Oló | església         | Estil: gòtic flamíger                                                | 41° 50′ 51″ N, 2° 00′ 17″ E / 41.8475°N,2.00464°E 534.3 msnm                                                                                    | bé cultural d'interès local                | Sant Joan d'Oló (església)             | Modifica les dades a Wikidata |
|        | Sant Jordi de Rocabruna                            | Santa Maria d'Oló | església capella | Arquitecte: Eduard Maria Balcells i Buïgas                           | 41° 54′ 01″ N, 2° 06′ 53″ E / 41.9003875°N,2.1148°E 726.8 msnm                                                                                  |                                            |                                        | Modifica les dades a Wikidata |
|        | Sant Martí de Puig-ermengol                        | Santa Maria d'Oló | església         |                                                                      | 41° 54′ 11″ N, 2° 05′ 31″ E / 41.9031°N,2.09195°E ca:Sector nord-est del terme municipal 721.7 msnm                                             |                                            |                                        | Modifica les dades a Wikidata |
|        | Sant Miquel d'Oló                                  | Santa Maria d'Oló | església         | Estil: arquitectura romànica                                         | 41° 52′ 26″ N, 2° 04′ 11″ E / 41.8738°N,2.06974°E 775.6 msnm                                                                                    | bé integrant del patrimoni cultural català | Sant Miquel d'Oló                      | Modifica les dades a Wikidata |
|        | Sant Miquel i la Mare de Déu del Roser de Torigues | Santa Maria d'Oló | església         |                                                                      | 41° 51′ 55″ N, 2° 03′ 02″ E / 41.8653°N,2.05045°E 679.5 msnm                                                                                    |                                            |                                        | Modifica les dades a Wikidata |
|        | Sant Pere de les Cigales                           | Santa Maria d'Oló | església         |                                                                      | 41° 53′ 56″ N, 2° 01′ 18″ E / 41.8989°N,2.02156°E 448 msnm                                                                                      |                                            |                                        | Modifica les dades a Wikidata |
|        | Sant Sebastià                                      | Santa Maria d'Oló | església capella |                                                                      | 41° 53′ 02″ N, 2° 02′ 46″ E / 41.8837850564336°N,2.04610860039021°E                                                                             |                                            |                                        | Modifica les dades a Wikidata |
|        | Santa Creu de la Plana                             | Santa Maria d'Oló | església         | Estil: arquitectura romànica                                         | 41° 50′ 58″ N, 2° 00′ 43″ E / 41.84941944°N,2.01183333°E ca:Camí de Santa Maria d'Oló a Sant Joan d'Oló 538 msnm                                | bé integrant del patrimoni cultural català | Santa Creu de la Plana                 | Modifica les dades a Wikidata |
|        | Santa Creu de la Rodoreda                          | Santa Maria d'Oló | església         |                                                                      | 41° 52′ 00″ N, 2° 03′ 30″ E / 41.8666°N,2.05831667°E 700.6 msnm                                                                                 |                                            |                                        | Modifica les dades a Wikidata |
|        | Santa Maria d'Oló                                  | Santa Maria d'Oló | església         |                                                                      | 41° 52′ 27″ N, 2° 02′ 09″ E / 41.8741°N,2.03581°E 505 msnm                                                                                      | bé integrant del patrimoni cultural català | Santa Maria d'Oló (església)           | Modifica les dades a Wikidata |
|        | Santa Maria i Sant Joan d'Oló                      | Santa Maria d'Oló | església         | Estil: gòtic tardà arquitectura del Renaixement arquitectura barroca | 41° 52′ 15″ N, 2° 02′ 03″ E / 41.8707°N,2.03403°E 541 msnm                                                                                      | bé integrant del patrimoni cultural català | Saint Mary Church in Santa Maria d'Oló | Modifica les dades a Wikidata |
|        | capella de la Mare de Déu dels Dolors dels Clapers | Santa Maria d'Oló | església         |                                                                      | 41° 49′ 13″ N, 2° 01′ 53″ E / 41.82019444°N,2.03141667°E 496.3 msnm                                                                             |                                            |                                        | Modifica les dades a Wikidata |
|        | església de Sant Vicenç de Vilarassau              | Santa Maria d'Oló | església         | Estil: arquitectura romànica                                         | 41° 50′ 44″ N, 2° 02′ 30″ E / 41.845555555556°N,2.0416666666667°E ca:Trencall que surt del camí de Santa Maria d'Oló a Sant Joan d'Oló 624 msnm | bé integrant del patrimoni cultural català | Església de Sant Vicenç de Vilarassau  | Modifica les dades a Wikidata |

## masia
| imatge | Nom                    | Ubicat a          | instància de | Detalls                                                                                                 | coordenades | Protecció                                  | Commons (més fotos)                 | Dades a WD                    |
| ------ | ---------------------- | ----------------- | ------------ | --- | --- | ------------------------------------------ | ----------------------------------- | ----------------------------- |
|        | Armenteres             | Santa Maria d'Oló | masia        | | 41° 50′ 58″ N, 1° 59′ 51″ E / 41.8495139166523°N,1.9974092694308°E ca:Sector sud-oest del terme municipal                                  |                                            |                                     | Modifica les dades a Wikidata |
|        | Ca l'Abellà            | Santa Maria d'Oló | masia        | | 41° 50′ 55″ N, 2° 00′ 19″ E / 41.848628241946°N,2.00534937652126°E ca:Nucli de Sant Joan d'Oló, al sector sud-oest del terme municipal     |                                            |                                     | Modifica les dades a Wikidata |
|        | Ca l'Endalt            | Santa Maria d'Oló | masia        | | 41° 52′ 38″ N, 2° 01′ 55″ E / 41.8772799862625°N,2.03185212041177°E                                                                        |                                            |                                     | Modifica les dades a Wikidata |
|        | Ca l'Oller             | Santa Maria d'Oló | masia        | | 41° 50′ 58″ N, 2° 02′ 34″ E / 41.8493059685289°N,2.04270603343658°E ca:Sector sud-est del terme municipal                                  |                                            |                                     | Modifica les dades a Wikidata |
|        | Cal Cases              | Santa Maria d'Oló | masia        | | 41° 50′ 02″ N, 2° 01′ 37″ E / 41.833958177259°N,2.0269834450142°E                                                                          |                                            |                                     | Modifica les dades a Wikidata |
|        | Cal Cases Petit        | Santa Maria d'Oló | masia        | | 41° 50′ 07″ N, 2° 01′ 37″ E / 41.8353748259974°N,2.02690780996317°E                                                                        |                                            |                                     | Modifica les dades a Wikidata |
|        | Cal Colltort           | Santa Maria d'Oló | masia        | | 41° 52′ 49″ N, 2° 02′ 19″ E / 41.8802639985224°N,2.03861643816524°E ca:Sector central del terme municipal                                  |                                            |                                     | Modifica les dades a Wikidata |
|        | Cal Fuster             | Santa Maria d'Oló | masia        | | 41° 50′ 49″ N, 2° 00′ 17″ E / 41.8470741752739°N,2.00478321032533°E ca:Sant Joan d'Oló 533 msnm                                            |                                            | Cal Fuster (Sant Joan d'Oló)        | Modifica les dades a Wikidata |
|        | Cal Graci              | Santa Maria d'Oló | masia        | | 41° 52′ 23″ N, 2° 01′ 37″ E / 41.8731490904175°N,2.02690140434978°E                                                                        |                                            |                                     | Modifica les dades a Wikidata |
|        | Cal Miqueló            | Santa Maria d'Oló | masia        | | 41° 52′ 29″ N, 2° 01′ 35″ E / 41.874773786345°N,2.02625010963362°E ca:Sector central del terme municipal, prop del raval de Rovirola       |                                            |                                     | Modifica les dades a Wikidata |
|        | Cal Músic              | Santa Maria d'Oló | masia        | | 41° 52′ 39″ N, 2° 01′ 18″ E / 41.8775908599496°N,2.02177240518606°E                                                                        |                                            |                                     | Modifica les dades a Wikidata |
|        | Cal Pere Riera         | Santa Maria d'Oló | masia        | | 41° 50′ 53″ N, 2° 02′ 29″ E / 41.847988093737°N,2.04128017334919°E ca:Sector sud-est del terme municipal                                   |                                            |                                     | Modifica les dades a Wikidata |
|        | Cal Picamill           | Santa Maria d'Oló | masia        | | 41° 52′ 49″ N, 2° 01′ 50″ E / 41.8803399054477°N,2.03050431611829°E ca:Carrer o Camí d'Oristà, s/n. Raval de Santa Eulàlia                 |                                            |                                     | Modifica les dades a Wikidata |
|        | Cal Saladic            | Santa Maria d'Oló | masia        | 1678 | 41° 52′ 41″ N, 2° 01′ 56″ E / 41.8781666965179°N,2.03233285050601°E ca:Carrer del Mig, 18. Raval de Santa Eulàlia                          |                                            |                                     | Modifica les dades a Wikidata |
|        | Cal Sant Miquel        | Santa Maria d'Oló | masia        | Estil: arquitectura popular                                                                             | 41° 52′ 26″ N, 2° 04′ 12″ E / 41.873888888889°N,2.07°E                                                                                     | bé integrant del patrimoni cultural català | Masia de Cal Sant Miquel            | Modifica les dades a Wikidata |
|        | Cal Tifarra            | Santa Maria d'Oló | masia        | | 41° 52′ 47″ N, 2° 01′ 47″ E / 41.8797935670296°N,2.02980151406249°E                                                                        |                                            |                                     | Modifica les dades a Wikidata |
|        | Cal Tinet              | Santa Maria d'Oló | masia        | | 41° 49′ 28″ N, 2° 00′ 47″ E / 41.8244575033282°N,2.01305685685502°E ca:Sector sud del terme municipal                                      |                                            |                                     | Modifica les dades a Wikidata |
|        | Cal Tripeta            | Santa Maria d'Oló | masia        | | 41° 52′ 53″ N, 2° 01′ 53″ E / 41.8813835787576°N,2.03144066074862°E ca:Carrer Oristà, s/n. Raval de Santa Eulàlia                          |                                            |                                     | Modifica les dades a Wikidata |
|        | Cal Vilar              | Santa Maria d'Oló | masia        | | 41° 52′ 23″ N, 2° 01′ 52″ E / 41.8730577551299°N,2.03101204842102°E ca:Carrer el Raval, s/n. Afores del nucli urbà d'Oló                   |                                            |                                     | Modifica les dades a Wikidata |
|        | Canadell               | Santa Maria d'Oló | masia        | | 41° 53′ 22″ N, 2° 03′ 59″ E / 41.8893734380563°N,2.06634798015624°E ca:Sector nord-est del terme municipal                                 |                                            |                                     | Modifica les dades a Wikidata |
|        | Canemasses             | Santa Maria d'Oló | masia        | | 41° 53′ 36″ N, 2° 04′ 17″ E / 41.8933321375976°N,2.07137729922214°E                                                                        |                                            |                                     | Modifica les dades a Wikidata |
|        | Capelles               | Santa Maria d'Oló | masia        | | 41° 52′ 22″ N, 2° 02′ 55″ E / 41.8726466958643°N,2.04863614506417°E ca:Sector central del terme municipal                                  |                                            |                                     | Modifica les dades a Wikidata |
|        | Casademunt             | Santa Maria d'Oló | masia        | | 41° 54′ 10″ N, 2° 07′ 07″ E / 41.9027558548159°N,2.1185734781763°E                                                                         |                                            |                                     | Modifica les dades a Wikidata |
|        | Falconeres             | Santa Maria d'Oló | masia        | | 41° 51′ 37″ N, 2° 03′ 41″ E / 41.860364988561°N,2.061522730367°E                                                                           |                                            |                                     | Modifica les dades a Wikidata |
|        | Grassetes              | Santa Maria d'Oló | masia        | | 41° 53′ 08″ N, 2° 03′ 45″ E / 41.8855955723664°N,2.06253398244094°E ca:Al sector central del terme municipal                               |                                            |                                     | Modifica les dades a Wikidata |
|        | Mas Bujons             | Santa Maria d'Oló | masia        | | 41° 54′ 26″ N, 2° 05′ 12″ E / 41.907328°N,2.086645°E                                                                                       | bé integrant del patrimoni cultural català |                                     | Modifica les dades a Wikidata |
|        | Mas Montcabrer         | Santa Maria d'Oló | masia        | | 41° 53′ 49″ N, 2° 05′ 41″ E / 41.896843°N,2.094789°E                                                                                       | bé integrant del patrimoni cultural català |                                     | Modifica les dades a Wikidata |
|        | Mas Rojans             | Santa Maria d'Oló | masia        | Estil: arquitectura popular                                                                             | 41° 50′ 56″ N, 2° 01′ 48″ E / 41.848933°N,2.030121°E                                                                                       | bé integrant del patrimoni cultural català | Mas Rojans (Santa Maria d'Oló)      | Modifica les dades a Wikidata |
|        | Mas Sau                | Santa Maria d'Oló | masia        | | 41° 50′ 43″ N, 2° 02′ 27″ E / 41.845174°N,2.040852°E                                                                                       | bé integrant del patrimoni cultural català | Mas Sau (Santa Maria d'Oló)         | Modifica les dades a Wikidata |
|        | Mas Torroella          | Santa Maria d'Oló | masia        | Estil: arquitectura popular                                                                             | 41° 54′ 35″ N, 2° 01′ 14″ E / 41.909844°N,2.020609°E                                                                                       | bé integrant del patrimoni cultural català |                                     | Modifica les dades a Wikidata |
|        | Mas Vilagú             | Santa Maria d'Oló | masia        | | 41° 51′ 03″ N, 2° 03′ 06″ E / 41.850866°N,2.051592°E                                                                                       | bé integrant del patrimoni cultural català |                                     | Modifica les dades a Wikidata |
|        | Mas Vilanova           | Santa Maria d'Oló | masia        | Estil: arquitectura popular                                                                             | 41° 53′ 29″ N, 2° 04′ 54″ E / 41.891355°N,2.08165°E ca:Ctra. BP-4313, km 16,5                                                              | bé integrant del patrimoni cultural català |                                     | Modifica les dades a Wikidata |
|        | Mas de la Riera        | Santa Maria d'Oló | masia        | Estil: arquitectura popular                                                                             | 41° 50′ 34″ N, 1° 59′ 13″ E / 41.842903°N,1.986829°E                                                                                       | bé integrant del patrimoni cultural català | Mas de la Riera (Santa Maria d'Oló) | Modifica les dades a Wikidata |
|        | Mas del Ciuró          | Santa Maria d'Oló | masia        | | 41° 53′ 31″ N, 2° 01′ 29″ E / 41.892041°N,2.024732°E ca:Camí del Ciuró                                                                     | bé integrant del patrimoni cultural català |                                     | Modifica les dades a Wikidata |
|        | Masia Altimires        | Santa Maria d'Oló | masia        | | 41° 51′ 58″ N, 2° 00′ 41″ E / 41.866181°N,2.011314°E                                                                                       | bé integrant del patrimoni cultural català |                                     | Modifica les dades a Wikidata |
|        | Masia Turigues         | Santa Maria d'Oló | masia        | Estil: arquitectura popular                                                                             | 41° 51′ 54″ N, 2° 03′ 03″ E / 41.865053°N,2.050909°E                                                                                       | bé integrant del patrimoni cultural català | Masia Turigues (Santa Maria d'Oló)  | Modifica les dades a Wikidata |
|        | Moratones              | Santa Maria d'Oló | masia        | | 41° 51′ 30″ N, 2° 01′ 36″ E / 41.858273085291°N,2.0266149144859°E ca:Sector central del terme municipal                                    |                                            |                                     | Modifica les dades a Wikidata |
|        | Oriols                 | Santa Maria d'Oló | masia        | | 41° 53′ 46″ N, 2° 01′ 47″ E / 41.896126679584°N,2.0296567268466°E ca:Sector nord-oest del terme municipal                                  |                                            |                                     | Modifica les dades a Wikidata |
|        | Puigneró               | Santa Maria d'Oló | masia        | | 41° 51′ 22″ N, 2° 02′ 29″ E / 41.8561945417858°N,2.04143470316705°E ca:Sector central del terme municipal                                  |                                            |                                     | Modifica les dades a Wikidata |
|        | Rocabruna              | Santa Maria d'Oló | masia        | Arquitecte: Eduard Maria Balcells i Buïgas Estil: modernisme català arquitectura eclèctica 19th century | 41° 54′ 02″ N, 2° 06′ 53″ E / 41.900497°N,2.114661°E ca:Carretera Oló-L'Estany, km 51,5 camí a mà esquerra, a 1 km                         | bé integrant del patrimoni cultural català | Masia Rocabruna (Santa Maria d'Oló) | Modifica les dades a Wikidata |
|        | Rocafort               | Santa Maria d'Oló | masia        | Estil: arquitectura barroca 17th century                                                                | 41° 54′ 02″ N, 2° 06′ 28″ E / 41.900452°N,2.10768°E ca:Ctra. Estany a Oló, km 13 a mà dreta 708 msnm                                       | bé integrant del patrimoni cultural català | Rocafort (Santa Maria d'Oló)        | Modifica les dades a Wikidata |
|        | Roselles               | Santa Maria d'Oló | masia        | | 41° 52′ 08″ N, 2° 02′ 45″ E / 41.8689317001692°N,2.04595591856991°E                                                                        |                                            |                                     | Modifica les dades a Wikidata |
|        | Rubís                  | Santa Maria d'Oló | masia        | | 41° 51′ 54″ N, 2° 04′ 20″ E / 41.864958766321°N,2.07222178633221°E ca:Sector est del terme municipal                                       |                                            |                                     | Modifica les dades a Wikidata |
|        | Torre d'Armenteres     | Santa Maria d'Oló | masia        | | 41° 50′ 47″ N, 2° 00′ 15″ E / 41.8464755290658°N,2.00429861898821°E ca:Al nucli de Sant Joan d'Oló, al sector sud-oest del terme municipal |                                            |                                     | Modifica les dades a Wikidata |
|        | Torrecuguça            | Santa Maria d'Oló | masia        | | 41° 51′ 15″ N, 2° 01′ 40″ E / 41.8540623583926°N,2.02779314466017°E                                                                        |                                            |                                     | Modifica les dades a Wikidata |
|        | Torremagra             | Santa Maria d'Oló | masia        | | 41° 53′ 22″ N, 2° 04′ 05″ E / 41.8894231672297°N,2.06803477435456°E                                                                        |                                            |                                     | Modifica les dades a Wikidata |
|        | Torrespaia             | Santa Maria d'Oló | masia        | | 41° 49′ 56″ N, 2° 01′ 16″ E / 41.832105906283°N,2.020990096441°E                                                                           |                                            |                                     | Modifica les dades a Wikidata |
|        | Tosselles              | Santa Maria d'Oló | masia        | | 41° 51′ 47″ N, 2° 02′ 18″ E / 41.8629675990209°N,2.03820087240795°E ca:Sector central del terme municipal                                  |                                            |                                     | Modifica les dades a Wikidata |
|        | Vilamorena             | Santa Maria d'Oló | masia        | | 41° 49′ 46″ N, 2° 00′ 45″ E / 41.829332096524°N,2.0126027655175°E ca:Sector sud del terme municipal                                        |                                            |                                     | Modifica les dades a Wikidata |
|        | Vinagré                | Santa Maria d'Oló | masia        | | 41° 52′ 57″ N, 2° 02′ 18″ E / 41.8825304792251°N,2.03823294173212°E                                                                        |                                            |                                     | Modifica les dades a Wikidata |
|        | el Bosc                | Santa Maria d'Oló | masia        | | 41° 52′ 36″ N, 2° 03′ 28″ E / 41.876545420641°N,2.0576706770657°E                                                                          |                                            |                                     | Modifica les dades a Wikidata |
|        | el Corral              | Santa Maria d'Oló | masia        | | 41° 52′ 52″ N, 2° 01′ 19″ E / 41.881059841374°N,2.02193643154504°E ca:Sector nord-oest del terme municipal                                 |                                            |                                     | Modifica les dades a Wikidata |
|        | el Flequer             | Santa Maria d'Oló | masia        | | 41° 53′ 08″ N, 2° 01′ 48″ E / 41.8856845258432°N,2.02986907451251°E ca:Al sector nord-oest del terme municipal                             |                                            |                                     | Modifica les dades a Wikidata |
|        | el Güell               | Santa Maria d'Oló | masia        | | 41° 54′ 11″ N, 2° 07′ 30″ E / 41.9030397895335°N,2.12507996624429°E ca:Sector nord-est del terme municipal                                 |                                            |                                     | Modifica les dades a Wikidata |
|        | el Joncar              | Santa Maria d'Oló | masia        | | 41° 52′ 05″ N, 2° 02′ 25″ E / 41.8680474985404°N,2.04036596681481°E ca:Sector central del terme municipal                                  |                                            |                                     | Modifica les dades a Wikidata |
|        | el Perdols             | Santa Maria d'Oló | masia        | | 41° 53′ 00″ N, 2° 02′ 50″ E / 41.883218°N,2.047182°E                                                                                       | bé integrant del patrimoni cultural català |                                     | Modifica les dades a Wikidata |
|        | el Pla                 | Santa Maria d'Oló | masia        | | 41° 53′ 19″ N, 2° 06′ 25″ E / 41.888647574195°N,2.1069119582769°E                                                                          |                                            |                                     | Modifica les dades a Wikidata |
|        | el Plans               | Santa Maria d'Oló | masia        | | 41° 51′ 16″ N, 2° 00′ 46″ E / 41.8545199959614°N,2.01281163502074°E                                                                        |                                            |                                     | Modifica les dades a Wikidata |
|        | el Putget              | Santa Maria d'Oló | masia        | | 41° 52′ 58″ N, 2° 02′ 16″ E / 41.8827057447208°N,2.03765179663038°E                                                                        |                                            |                                     | Modifica les dades a Wikidata |
|        | el Soler               | Santa Maria d'Oló | masia        | | 41° 53′ 15″ N, 2° 04′ 15″ E / 41.88746012013°N,2.0707688190219°E ca:Sector nord-est del terme municipal                                    |                                            |                                     | Modifica les dades a Wikidata |
|        | el Solà de Sant Esteve | Santa Maria d'Oló | masia        | Estat: ruïnós                                                                                           | 41° 48′ 58″ N, 2° 02′ 22″ E / 41.8161330422736°N,2.03935949043928°E                                                                        |                                            |                                     | Modifica les dades a Wikidata |
|        | els Clapers            | Santa Maria d'Oló | masia        | | 41° 49′ 08″ N, 2° 01′ 43″ E / 41.8189074471367°N,2.02868630428778°E                                                                        |                                            |                                     | Modifica les dades a Wikidata |
|        | l'Alou                 | Santa Maria d'Oló | masia        | | 41° 54′ 20″ N, 2° 08′ 03″ E / 41.9055309712723°N,2.13410057600591°E ca:Sector nord-est del terme municipal                                 |                                            |                                     | Modifica les dades a Wikidata |
|        | l'Auberg               | Santa Maria d'Oló | masia        | Estil: arquitectura popular                                                                             | 41° 52′ 46″ N, 2° 02′ 39″ E / 41.879444444444°N,2.0441666666667°E ca:Ctra. Súria-Vic, km 20 camí a la dreta 554 msnm                       | bé integrant del patrimoni cultural català |                                     | Modifica les dades a Wikidata |
|        | l'Espinal              | Santa Maria d'Oló | masia        | | 41° 50′ 14″ N, 2° 00′ 06″ E / 41.837343348942°N,2.0016402136667°E                                                                          |                                            |                                     | Modifica les dades a Wikidata |
|        | l'Heura                | Santa Maria d'Oló | masia        | | 41° 53′ 02″ N, 2° 05′ 13″ E / 41.8839013007519°N,2.08700156087013°E ca:Sector nord-est del terme municipal                                 |                                            |                                     | Modifica les dades a Wikidata |
|        | l'Illa                 | Santa Maria d'Oló | masia        | | 41° 50′ 22″ N, 2° 03′ 14″ E / 41.8395802162758°N,2.05376317715637°E ca:Sector sud-est del terme municipal                                  |                                            |                                     | Modifica les dades a Wikidata |
|        | la Canal               | Santa Maria d'Oló | masia        | | 41° 49′ 28″ N, 2° 00′ 40″ E / 41.8245768474948°N,2.01122471483224°E ca:Sector sud del terme municipal                                      |                                            |                                     | Modifica les dades a Wikidata |
|        | la Careta              | Santa Maria d'Oló | masia        | | 41° 50′ 11″ N, 2° 01′ 54″ E / 41.8363338055973°N,2.03167463830991°E ca:Sector sud-est del terme municipal                                  |                                            |                                     | Modifica les dades a Wikidata |
|        | la Casa Nova de Sau    | Santa Maria d'Oló | masia        | | 41° 50′ 37″ N, 2° 02′ 18″ E / 41.843496020593°N,2.0383239283282°E                                                                          |                                            |                                     | Modifica les dades a Wikidata |
|        | la Casa Nova del Tonet | Santa Maria d'Oló | masia        | | 41° 50′ 20″ N, 2° 00′ 26″ E / 41.838962170242°N,2.00722140486415°E                                                                         |                                            |                                     | Modifica les dades a Wikidata |
|        | la Coromina            | Santa Maria d'Oló | masia        | | 41° 53′ 16″ N, 2° 03′ 55″ E / 41.8878689902715°N,2.06520070692224°E                                                                        |                                            |                                     | Modifica les dades a Wikidata |
|        | la Costa               | Santa Maria d'Oló | masia        | | 41° 52′ 18″ N, 2° 02′ 07″ E / 41.8715888223612°N,2.03519160215698°E                                                                        |                                            |                                     | Modifica les dades a Wikidata |
|        | la Deu                 | Santa Maria d'Oló | masia        | | 41° 52′ 07″ N, 2° 02′ 22″ E / 41.8687146591789°N,2.03936790466595°E ca:Sector central del terme municipal                                  |                                            |                                     | Modifica les dades a Wikidata |
|        | la Garriga             | Santa Maria d'Oló | masia        | | 41° 53′ 51″ N, 2° 03′ 23″ E / 41.8973707916628°N,2.0563582909397°E                                                                         |                                            |                                     | Modifica les dades a Wikidata |
|        | la Garrigota           | Santa Maria d'Oló | masia        | | 41° 49′ 38″ N, 2° 02′ 55″ E / 41.8271445149188°N,2.04863580889332°E ca:Al sector sud-est del terme municipal                               |                                            |                                     | Modifica les dades a Wikidata |
|        | la Moretona            | Santa Maria d'Oló | masia        | | 41° 53′ 44″ N, 2° 03′ 10″ E / 41.8956475678179°N,2.05271897975871°E ca:Sector nord del terme municipal                                     |                                            |                                     | Modifica les dades a Wikidata |
|        | la Pinosa              | Santa Maria d'Oló | masia        | | 41° 53′ 24″ N, 2° 07′ 53″ E / 41.8899821290552°N,2.13128509528496°E ca:Sector nord-est del terme municipal                                 |                                            |                                     | Modifica les dades a Wikidata |
|        | la Plana               | Santa Maria d'Oló | masia        | 19th century                                                                                            | 41° 50′ 54″ N, 2° 00′ 40″ E / 41.84838°N,2.010985°E ca:Prop de Sant Joan d'Oló 538 msnm                                                    | bé integrant del patrimoni cultural català | Mas la Plana (Santa Maria d'Oló)    | Modifica les dades a Wikidata |
|        | la Rodoreda            | Santa Maria d'Oló | masia        | Estil: Renaixement                                                                                      | 41° 52′ 00″ N, 2° 03′ 29″ E / 41.866634°N,2.058055°E                                                                                       | bé integrant del patrimoni cultural català | La Rodoreda (Santa Maria d'Oló)     | Modifica les dades a Wikidata |
|        | la Rovirassa           | Santa Maria d'Oló | masia        | Estil: arquitectura popular                                                                             | 41° 52′ 54″ N, 2° 04′ 55″ E / 41.881666666667°N,2.0819444444444°E ca:Sector nord-est del terme municipal 693 msnm                          | bé integrant del patrimoni cultural català |                                     | Modifica les dades a Wikidata |
|        | la Sala                | Santa Maria d'Oló | masia        | | 41° 53′ 37″ N, 2° 06′ 23″ E / 41.8936554552169°N,2.1064512301178°E ca:Sector nord-est del terme municipal                                  |                                            |                                     | Modifica les dades a Wikidata |
|        | la Verneda             | Santa Maria d'Oló | masia        | | 41° 52′ 04″ N, 2° 02′ 13″ E / 41.8677477776341°N,2.03683991148585°E                                                                        |                                            |                                     | Modifica les dades a Wikidata |
|        | la Vila                | Santa Maria d'Oló | masia        | | 41° 53′ 29″ N, 2° 07′ 32″ E / 41.891325935076°N,2.12558941348502°E ca:Sector nord-est del terme municipal                                  |                                            |                                     | Modifica les dades a Wikidata |
|        | les Berengueres        | Santa Maria d'Oló | masia        | | 41° 53′ 26″ N, 2° 02′ 23″ E / 41.8904679948501°N,2.03962061182353°E                                                                        |                                            |                                     | Modifica les dades a Wikidata |
|        | les Comelles           | Santa Maria d'Oló | masia        | | 41° 52′ 35″ N, 2° 02′ 20″ E / 41.8762939458834°N,2.03884466117856°E                                                                        |                                            |                                     | Modifica les dades a Wikidata |
|        | les Tosques            | Santa Maria d'Oló | masia        | | 41° 50′ 15″ N, 1° 58′ 55″ E / 41.8374356274244°N,1.98202505115135°E ca:Sector sud-oest del terme municipal                                 |                                            |                                     | Modifica les dades a Wikidata |

## molí d'aigua
| imatge | Nom              | Ubicat a          | instància de | Detalls                     | coordenades | Protecció                                  | Commons (més fotos) | Dades a WD                    |
| ------ | ---------------- | ----------------- | ------------ | --------------------------- | --- | ------------------------------------------ | ------------------- | ----------------------------- |
|        | Molí d'Altimires | Santa Maria d'Oló | molí d'aigua |                             | 41° 51′ 53″ N, 2° 01′ 26″ E / 41.8646669935142°N,2.02398163673726°E ca:Camí del mas Altimires a Santa Maria d'Oló per la riera        |                                            |                     | Modifica les dades a Wikidata |
|        | Molí de Rocafort | Santa Maria d'Oló | molí d'aigua |                             | 41° 53′ 51″ N, 2° 06′ 10″ E / 41.8974554476327°N,2.10287813095547°E ca:Sector nord-est del terme municipal                            |                                            |                     | Modifica les dades a Wikidata |
|        | Molí del Ciuró   | Santa Maria d'Oló | molí d'aigua |                             | 41° 53′ 32″ N, 2° 01′ 19″ E / 41.8923453115949°N,2.02194508370986°E ca:Prop de la masia del Ciuró, al sector nord del terme municipal |                                            |                     | Modifica les dades a Wikidata |
|        | Molí del Pla I   | Santa Maria d'Oló | molí d'aigua | Estil: arquitectura popular | | bé integrant del patrimoni cultural català |                     | Modifica les dades a Wikidata |
|        | Molí del Pla II  | Santa Maria d'Oló | molí d'aigua | Estil: arquitectura popular | | bé integrant del patrimoni cultural català |                     | Modifica les dades a Wikidata |

## muntanya
| imatge | Nom                   | Ubicat a                                 | instància de | Detalls | coordenades                                                         | Protecció | Commons (més fotos) | Dades a WD                    |
| ------ | --------------------- | ---------------------------------------- | ------------ | ------- | ------------------------------------------------------------------- | --------- | ------------------- | ----------------------------- |
|        | Fontfreda             | Santa Maria d'Oló Sant Bartomeu del Grau | muntanya     |         | 41° 54′ 47″ N, 2° 08′ 17″ E / 41.91296667°N,2.13796667°E 939 msnm   |           |                     | Modifica les dades a Wikidata |
|        | Serrat de la Rodoreda | Santa Maria d'Oló                        | muntanya     |         | 41° 51′ 57″ N, 2° 03′ 45″ E / 41.8658°N,2.06257°E 801.7 msnm        |           |                     | Modifica les dades a Wikidata |
|        | Serrat del Pi         | Santa Maria d'Oló                        | muntanya     |         | 41° 50′ 31″ N, 2° 02′ 52″ E / 41.84199722°N,2.04774444°E 669.2 msnm |           |                     | Modifica les dades a Wikidata |
|        | Serrat dels Estudis   | Santa Maria d'Oló                        | muntanya     |         | 41° 50′ 36″ N, 2° 00′ 28″ E / 41.8434°N,2.00769°E 581.2 msnm        |           |                     | Modifica les dades a Wikidata |
|        | Turó del Gomis        | l'Estany Santa Maria d'Oló               | muntanya     |         | 41° 52′ 48″ N, 2° 05′ 38″ E / 41.88°N,2.09402°E 871 msnm            |           |                     | Modifica les dades a Wikidata |
|        | Vilamorena            | Santa Maria d'Oló                        | muntanya     |         | 41° 49′ 53″ N, 2° 00′ 22″ E / 41.8313°N,2.00621°E 579.6 msnm        |           |                     | Modifica les dades a Wikidata |

## nucli de població
| imatge | Nom                   | Ubicat a          | instància de      | Detalls | coordenades                                                                                                 | Protecció | Commons (més fotos) | Dades a WD                    |
| ------ | --------------------- | ----------------- | ----------------- | ------- | --- | --------- | ------------------- | ----------------------------- |
|        | Prat d'Oriols         | Santa Maria d'Oló | nucli de població |         | 41° 53′ 57″ N, 2° 02′ 03″ E / 41.8990768414615°N,2.03406664567379°E ca:Sector nord-oest del terme municipal |           |                     | Modifica les dades a Wikidata |
|        | el Carrer de Peucalçó | Santa Maria d'Oló | nucli de població |         | 41° 51′ 33″ N, 2° 02′ 19″ E / 41.85910833°N,2.03873889°E                                                    |           |                     | Modifica les dades a Wikidata |

## pont
| imatge | Nom                | Ubicat a          | instància de | Detalls               | coordenades                                                                                        | Protecció | Commons (més fotos) | Dades a WD                    |
| ------ | ------------------ | ----------------- | ------------ | --------------------- | -------------------------------------------------------------------------------------------------- | --------- | ------------------- | ----------------------------- |
|        | Pont de Montcabrer | Santa Maria d'Oló | pont         | Hi passa: C-59        | 41° 54′ 00″ N, 2° 05′ 41″ E / 41.9000673306633°N,2.09483657550731°E                                |           |                     | Modifica les dades a Wikidata |
|        | Pont de Rocafort   | Santa Maria d'Oló | pont         | 1901 Estat: bon estat | 41° 53′ 54″ N, 2° 06′ 32″ E / 41.89828°N,2.10893°E ca:Sector nord-est del terme municipal 580 msnm |           |                     | Modifica les dades a Wikidata |

## serra
| imatge | Nom                     | Ubicat a                   | instància de | Detalls    | coordenades                                                         | Protecció | Commons (més fotos) | Dades a WD                    |
| ------ | ----------------------- | -------------------------- | ------------ | ---------- | ------------------------------------------------------------------- | --------- | ------------------- | ----------------------------- |
|        | Carena de les Fonts     | Santa Maria d'Oló          | serra        |            | 41° 53′ 52″ N, 2° 08′ 18″ E / 41.8978°N,2.1382°E 951 msnm           |           |                     | Modifica les dades a Wikidata |
|        | Serra de l'Estany       | l'Estany Santa Maria d'Oló | serra        |            | 41° 52′ 42″ N, 2° 05′ 27″ E / 41.878369°N,2.090729°E 871 msnm       |           | Serra de l'Estany   | Modifica les dades a Wikidata |
|        | carena de Segalers      | Santa Maria d'Oló          | serra        |            | 41° 53′ 20″ N, 2° 03′ 42″ E / 41.88875556°N,2.06178056°E 691.7 msnm |           |                     | Modifica les dades a Wikidata |
|        | carena de la Rodoreda   | Santa Maria d'Oló          | serra        |            | 41° 51′ 35″ N, 2° 03′ 26″ E / 41.8596°N,2.0573°E 801.7 msnm         |           |                     | Modifica les dades a Wikidata |
|        | serra Borina            | Santa Maria d'Oló          | serra        |            | 41° 51′ 58″ N, 2° 01′ 22″ E / 41.86618056°N,2.02279444°E 517.4 msnm |           |                     | Modifica les dades a Wikidata |
|        | serra de Torcó          | Avinyó Santa Maria d'Oló   | serra        |            | 41° 49′ 46″ N, 2° 00′ 12″ E / 41.8295°N,2.0033°E 584.5 msnm         |           |                     | Modifica les dades a Wikidata |
|        | serra del Tomàs         | Avinyó Santa Maria d'Oló   | serra        |            | 41° 50′ 41″ N, 1° 58′ 28″ E / 41.8448°N,1.97445°E 422.2 msnm        |           |                     | Modifica les dades a Wikidata |
|        | serrat de Rubís         | Santa Maria d'Oló          | serra        |            | 41° 52′ 03″ N, 2° 04′ 34″ E / 41.86755556°N,2.07606667°E 810.9 msnm |           |                     | Modifica les dades a Wikidata |
|        | serrat de la Manola     | Avinyó Santa Maria d'Oló   | serra        |            | 41° 50′ 21″ N, 1° 59′ 22″ E / 41.83918611°N,1.98954444°E 500.2 msnm |           |                     | Modifica les dades a Wikidata |
|        | serrat de la Plana      | Santa Maria d'Oló          | serra        |            | 41° 50′ 21″ N, 2° 01′ 04″ E / 41.8393°N,2.01779°E 604.8 msnm        |           |                     | Modifica les dades a Wikidata |
|        | serrat de la Vila       | Santa Maria d'Oló          | serra        | Llarg: 1km | 41° 53′ 30″ N, 2° 07′ 01″ E / 41.8917°N,2.11681°E                   |           |                     | Modifica les dades a Wikidata |
|        | serrat de les Garrigues | Santa Maria d'Oló          | serra        |            | 41° 50′ 08″ N, 2° 02′ 32″ E / 41.83546472°N,2.04235°E 718 msnm      |           |                     | Modifica les dades a Wikidata |
|        | serrat de les Tosqueres | Santa Maria d'Oló          | serra        |            | 41° 51′ 34″ N, 2° 01′ 01″ E / 41.85956111°N,2.0168125°E 548.9 msnm  |           |                     | Modifica les dades a Wikidata |

## vèrtex geodèsic
| imatge | Nom         | Ubicat a          | instància de    | Detalls   | coordenades                                                       | Protecció | Commons (més fotos) | Dades a WD                    |
| ------ | ----------- | ----------------- | --------------- | --------- | ----------------------------------------------------------------- | --------- | ------------------- | ----------------------------- |
|        | La Rodadera | Santa Maria d'Oló | vèrtex geodèsic | Alt: 1.2m | 41° 51′ 57″ N, 2° 03′ 45″ E / 41.865816°N,2.062544°E 801.903 msnm |           |                     | Modifica les dades a Wikidata |
|        | Vilamorena  | Santa Maria d'Oló | vèrtex geodèsic | Alt: 1.2m | 41° 49′ 52″ N, 2° 00′ 22″ E / 41.830995°N,2.006024°E 580.006 msnm |           |                     | Modifica les dades a Wikidata |

## Misc
| imatge | Nom                                    | Ubicat a          | instància de      | Detalls                                  | coordenades | Protecció                                            | Commons (més fotos)                    | Dades a WD                    |
| ------ | -------------------------------------- | ----------------- | ----------------- | ---------------------------------------- | --- | ---------------------------------------------------- | -------------------------------------- | ----------------------------- |
|        | BV-4315                                | Santa Maria d'Oló | carretera         |                                          | 41° 52′ 56″ N, 2° 01′ 50″ E / 41.88211667°N,2.03041667°E                                                                            |                                                      |                                        | Modifica les dades a Wikidata |
|        | Comunidor de Sant Joan d'Oló           | Santa Maria d'Oló | comunidor         | Estil: arquitectura popular 18th century | 41° 50′ 50″ N, 2° 00′ 16″ E / 41.84722°N,2.004478°E ca:Davant la rectoria de Sant Joan 535 msnm                                     | bé integrant del patrimoni cultural català           | Comunidor de Sant Joan d'Oló           | Modifica les dades a Wikidata |
|        | Forn de calç de la Riera               | Santa Maria d'Oló | forn de calç      | Estil: arquitectura popular              | | bé integrant del patrimoni cultural català           |                                        | Modifica les dades a Wikidata |
|        | Rectoria de Sant Feliuet de Terrassola | Santa Maria d'Oló | rectoria          | Estil: arquitectura barroca              | 41° 53′ 40″ N, 2° 06′ 08″ E / 41.89454°N,2.102088°E ca:Església de Sant Feliu de Terrassola, al sector nord-est del terme municipal | bé integrant del patrimoni cultural català           | Rectoria de Sant Feliuet de Terrassola | Modifica les dades a Wikidata |
|        | barraca del Tomàs                      | Santa Maria d'Oló | barraca de vinya  | Estil: arquitectura popular              | 41° 52′ 58″ N, 2° 03′ 04″ E / 41.882793°N,2.051215°E                                                                                | bé integrant del patrimoni cultural català           |                                        | Modifica les dades a Wikidata |
|        | casa consistorial de Santa Maria d'Oló | Santa Maria d'Oló | casa consistorial |                                          | 41° 52′ 27″ N, 2° 02′ 06″ E / 41.874038736492665°N,2.0348894879145663°E                                                             |                                                      |                                        | Modifica les dades a Wikidata |
|        | la Torre                               | Santa Maria d'Oló | casa forta        |                                          | 41° 52′ 14″ N, 2° 02′ 02″ E / 41.870485°N,2.033978°E                                                                                | bé d'interès cultural bé cultural d'interès nacional | La Torre (Santa Maria d'Oló)           | Modifica les dades a Wikidata |